# کوریوا
کوریوا (به لهستانی:  Kurejwa) یک روستا در لهستان است که در گمینا گرایوو واقع شده‌است.